# Gads Hill Place

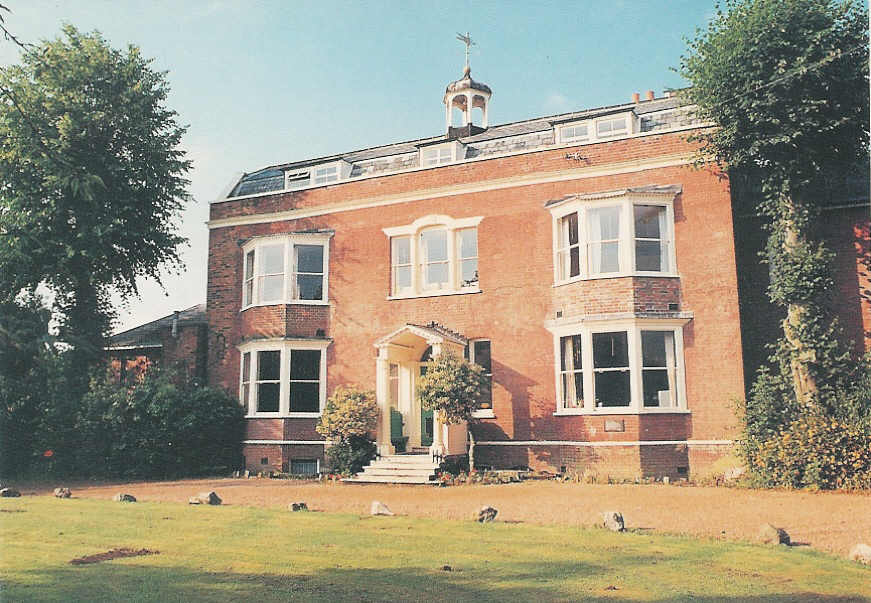
Gads Hill Place en la actualidad.

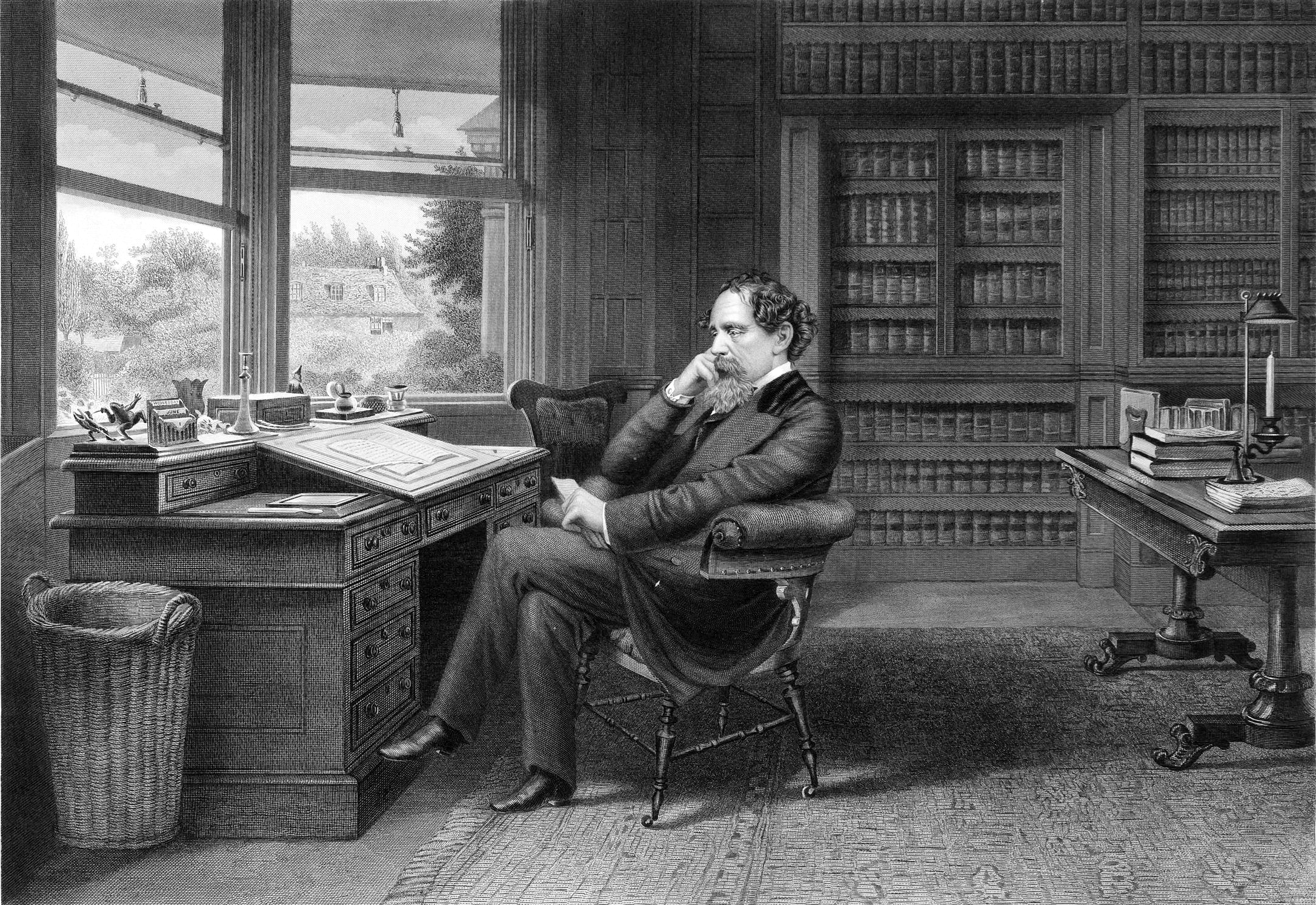
Grabado de Dickens en su estudio de Gads Hill.

Gads Hill Place en Higham, Kent, a veces escrito como Gadshill Place y Gad's Hill Place, era la casa de campo de Charles Dickens, el escritor británico más famoso de la Inglaterra victoriana.
Fue construida en 1780 y se halla situada en la localidad inglesa de Higham, en el condado de Kent. En uno de sus paseos con su padre en 1821, cuando contaba con 9 años de edad, Dickens la vio por primera vez, y desde entonces en numerosas ocasiones caminaba hasta Gads Hill Place para disfrutar de su visión con la esperanza de poseerla en un futuro gracias a su esfuerzo y trabajo, idea inculcada por su progenitor, John Dickens. Tanto es así que ya convertido en un escritor de éxito, y tras su experiencia de la pobreza en su adolescencia, en 1856 consiguió comprar la casa por 1790 libras.
Si bien en un principio la compró como una inversión, y no tenía intención de instalarse en ella, un año más tarde se mudó a esta mansión, que sería su hogar hasta su muerte en 1870, cuando un infarto acabó con su vida, dejando inacabada su última novela, El misterio de Edwin Drood. Tanto A Tale of Two Cities como Great Expectations, fueron escritos en la casa. Por otra parte, poco antes de su muerte, Dickens había destruido la mayor parte de su correspondencia privada en una gran hoguera en el jardín.

## Visitas
Entre las muchas visitas que recibía en Gads Hill Place de consagrados escritores como Henry Wadsworth Longfellow, Wilkie Collins, durante el verano de 1857 el escritor danés, Hans Christian Andersen, un gran admirador de Dickens, pasó allí cinco semanas. Andersen comentaba en ocasiones posteriores lo feliz que había estado durante su estancia, e incluso publicó un artículo en la prensa en ese sentido, al contrario que Dickens quien, recién empezado su relación con su amante, Nelly Ternan, estaba en pleno proceso de separación de su esposa, y comentaba a sus amigos lo difícil que había resultado la visita. De hecho, tras el regreso de Andersen a Dinamarca, Dickens dejó de cartearse con él.

## Escuela
En 1924, el edificio es convertido en una escuela privado, y en 2006, la dirección de la escuela anuncia su intención de convertir la casa en un museo para el año 2012.